# Тасиро, Мику
Мику Тасиро (яп. 田代　未来; род. 7 апреля 1994, Хатиодзи) — японская дзюдоистка, призёр чемпионатов мира в весовой категории до 63 кг, чемпион летних юношеских Олимпийских игр 2010.

## Биография
Дзюдо начала заниматься с 8 лет.
В 2009 году завоевала золотую медаль в весовой категории 63 кг на чемпионате мира по дзюдо среди курсантов. В 2010 году завоевала золотую медаль в весовой категории 63 кг на Юношеских Олимпийских играх и чемпионате мира по дзюдо среди юниоров.
В 2011 году она получила травму передней крестообразной связки на турнире по дзюдо в Киншуки. В следующем году она вернулась на татами после длительной реабилитации.
В 2013 году она заняла должность в Komatsu Limited после окончания средней школы Shukutoku.
На чемпионате мира 2014 года в Челябинске, завоевала бронзовую медаль.
Через год, на чемпионате мира 2015 года в Астане, вновь повторила результат и завоевала бронзовую медаль.
На чемпионате мира 2018 года в Баку, уступила в финале своей соотечественнице и завоевала серебряную медаль.
На предолимпийском чемпионате мира 2019 года, который проходил в Токио завоевала серебряную медаль, уступив в финале французской спортсменке Кларисс Агбеньену.